# 港九培靈研經會
港九培靈研經會（英語：Hong Kong Bible Conference），是一個不分宗派的華人基督教聚會，「培靈」乃指「培養信徒靈性」，而培靈必須通過研讀聖經才可達成，透過資深講員深入講解聖經，加深信徒對自己信仰的根基，在日常生活當中實踐，了解怎樣在基督樣式生活。每年8月均在香港舉行。近年皆安排由8月1日至10日，一連十天於九龍城浸信會舉行。

## 緣起
「港九培靈研經會」，簡稱「培靈會」。首屆培靈會於1927年7月在廣州舉行，翌年8月伸延至香港。此後，在這段成立初期的時間裡，培靈會每年先於7月在廣州舉行，8月再在香港舉行。除中日戰爭時期曾停辦外，每年均不間斷地舉行。戰後復辦初期，培靈會先在香港島舉行，再移師至九龍區。

## 歷史
1922年起，中國內地一些知識分子基於民族主義及理性主義，開始攻擊由西方傳入的基督教信仰，期後更嚴厲地批評基督教信仰為「精神鴉片」、是帝國主義下的侵華工具，並引起一連串毆打傳教士和焚燒教堂等的反基督教「非基督教運動」（簡稱「非基運動」）。其後，一些信徒因受逼迫而信心動搖；同時，有信徒因「護教」更一度與「非基人士」展開筆戰。
當時在廣東的黃原素牧師及趙柳塘牧師有見及此，同感要增強信徒靈命、令教會團結一致，故決定舉辦培靈會，堅定信徒信心，恢復對上帝的忠心。他們因而決定舉辦每年一度的培靈聚會。於1927年首次於廣州增沙循道會舉行，1928年起，香港亦舉辦培靈會。當時廣州及香港分別在每年7月及8月舉行聚會。中日戰爭爆發後，兩地先後停辦。1949年中華人民共和國成立後，廣州的培靈會停止舉辦，而香港的培靈會則於1945年日本投降後復辦。
早期曾在港九培靈研經會講道的著名講者，包括王明道、胡恩德、滕近輝、王永信、陳終道等。
創辦初期，培靈研經會於香港島般含道的禮賢會舉行，其後先後改為中環鐵崗聖保羅堂、西營盤救恩堂、灣仔循道會及九龍城士他令道浸信會。戰後因九龍循道會於加士居道的新堂落成，曾安排8月1日至8日先於灣仔循道會，11日至18日於九龍循道會舉行，「港九培靈研經會」因而得名。1972年起，受林子豐邀請，港九培靈研經會於亞皆老街的九龍城浸信會舉行，會期則由16日減為10日。此安排一直維持至今。

## 現今的培靈會
自1972年至今，培靈會每年借用九龍城浸信會作為主聚會場地。2003年起，透過轉播技術，在港九和新界設立多個轉播點，讓更多信徒可在主場以外同步聚會，近年赴會人次增長至每年超過20萬。現在，除了香港地區外，連同東南亞、北美、歐洲和澳紐等地，總共有超過80多處轉播點同步直播或轉播，使各地華人信徒得造就復興。
聚會形式
每天分3場聚會，包括早堂研經會、午堂講道會及晚堂奮興會，各由一位講員主講信息。
研經會：全面地研讀整卷書卷，以聖經教導作為基礎，讓信徒明白如何回應社會的需要，在日常生活實踐
講道會：透過明白神的話語，教導信徒信仰的根基，活出基督的生命
奮興會：讓聖經真理激發信徒熱心，有機會就參與與信仰有關的服務
近年，亦增設廣東話/普通話即時傳譯，如講員以廣東話主講，講員旁邊的傳譯員會以普通話傳譯；如講員以普通話主講，講員旁邊的傳譯員會以廣東話傳譯；如講員以英語主講，講員旁邊的傳譯員會以廣東話傳譯，並另設普通話傳譯區。為照顧聽障人士，大會亦設有即時手語傳譯。每年培靈會結束後，主辦機構會將講道内容結集，推出培靈講道集書籍、講道錄音mp3及錄影DVD光碟等產品。
除了每年8月一連十日的二十多場密集式聚會外，全年積極聯繫全球宣教工場，利用歷年來超過二千四百篇講道內容，支援各地華人福音事工及神學院，推動靈命追求成長的使命，培訓信徒領袖，鼓勵牧者研經講經。
2020年至2022年由於受到新冠病毒疫情影響，培靈會以網上直播方式進行，不設現場聚會。
2023年恢復現場聚會，仍然繼續設有網上直播。

## 歷屆聚會
| 屆 | 年份   | 研經會                                                                      | 講道會                                                                  | 奮興會                                                                       |
| 98 | 2026年 | 講員：謝挺博士                                                              | 講員：黃國維牧師                                                        | 講員：陳傳華牧師                                                             |
| 97 | 2025年 | 講員：高銘謙牧師 主題：必有以利亞的心志                                     | 講員：董家驊牧師 主題：王朝興衰中的恩典記號                             | 講員：曾金發牧師 主題：門徒宣言：登山寶訓                                    |
| 96 | 2024年 | 講員：黃福光博士 主題：出埃及記 — 救贖之旅                                  | 講員：陳廷忠牧師 主題：鍥而不捨的生與死 — 聖經中求生、求死的對話        | 講員：費蘭度牧師 主題：尋求上帝 — 詩篇十篇                                   |
| 95 | 2023年 | 講員：柴培爾牧師 主題：藉恩典成聖 — 福音的改變大能                          | 講員：周曉暉牧師 主題：利未給我們的九堂生命課                           | 講員：馮浩鎏醫生 主題：沒有違背那從天上來的異象                              |
| 94 | 2022年 | 講員：柯貝爾牧師 主題：明白基督的心                                         | 講員：李思敬牧師 主題：如此我信 - 使徒信經與舊約神學                    | 講員：鮑維均牧師 主題：主耶穌啊，我願你來                                    |
| 93 | 2021年 | 講員：梁國權先生 主題：承受那地為業 - 約書亞記                              | 講員：麥凱歷牧師 主題：真信心 - 雅各書                                  | 講員：吳獻章牧師 主題：你可以靠近我一點了                                    |
| 92 | 2020年 | 講員：戴浩輝牧師 主題：生命載道的守望者 – 以西結先知的時代信息              | 講員：陳琛儀牧師 主題：經歷神的大愛 – 詩篇119篇                         | 講員：郭文池牧師 主題：風雨飄搖下的榮耀教會 – 研讀以弗所書                   |
| 91 | 2019年 | 講員：莊達睿牧師 主題：拍案驚奇：耶穌的比喻揭示祂福音的奧秘！               | 講員：蕭壽華牧師 主題：愛慕主基督再來                                   | 講員：吳振智牧師 主題：祂使我的靈魂甦醒                                      |
| 90 | 2018年 | 講員：呂紹昌牧師 主題：直到榮耀的更新                                       | 講員：鮑維均牧師 主題：大衛的人生                                       | 講員：陳世欽牧師 主題：門徒的使命人生                                        |
| 89 | 2017年 | 講員：曹偉彤牧師 主題：盼望—從拆毁到栽植                                    | 講員：戴繼宗牧師 主題：但以理—神在異邦的器皿                            | 講員：曾金發牧師 主題：傳道書研讀：活出以神為中心的生命                      |
| 88 | 2016年 | 講員：馮浩鎏醫生 主題：疾風勁草 – 劃時代的工人                              | 講員：麥漢勳牧師 主題：信仰深度行 – 21世紀基督門徒的icons               | 講員：陳方牧師 主題：活出頁頁精彩人生                                        |
| 87 | 2015年 | 講員：萊特牧師（Rev. Chris Wright） 主題：一主, 一愛, 一忠                  | 講員：曾立華牧師 主題：在曠世不安中神恩言之激勵與安慰                   | 講員：蔡元雲醫生 主題：榮耀三一神：祂更新、革新                              |
| 86 | 2014年 | 講員：黃朱倫牧師 主題：平凡中的智慧人生                                     | 講員：郭文池牧師 主題：尋找當代英雄──研讀士師記                         | 講員：陳恩明牧師 主題：以主為樂．為主而活                                    |
| 85 | 2013年 | 講員：李思敬博士 主題：等候聖靈：教會歷史第一課                             | 講員：區伯平牧師 主題：從亞伯蘭到亞伯拉罕 — 敬畏上帝五味架              | 講員：費蘭度博士 主題：複雜世界，徹底愛心                                    |
| 84 | 2012年 | 講員：嘉信博士 主題：改革的成功與缺失                                       | 講員：李健長老 主題：以基督為中心的生活                                 | 講員：吳獻章博士 主題：眼光與生涯規劃                                        |
| 83 | 2011年 | 講員：蔡麗貞博士 主題：權柄與權力                                           | 講員：陳耀鵬牧師 主題：天國子民的生命表現                               | 講員：鮑維均牧師 主題：我在這裡，請差遣我                                    |
| 82 | 2010年 | 講員：余達心牧師 主題：浩瀚的救恩‧大能的子民 在割裂的世代讀以弗所書         | 講員：陳世協牧師 主題：我不甘心                                         | 講員：樓恩德牧師 主題：天國近了，你們應當悔改！                              |
| 81 | 2009年 | 講員：楊詠嫦博士 主題：偉大的神！偉大的福音！                               | 講員：賴建國牧師 主題：拯救的神，敬拜的主                               | 講員：羅祖澄牧師 主題：激情為主、扎根真理                                    |
| 80 | 2008年 | 講員：賴若瀚牧師 主題：分別、合一與建造（尼希米記一至六章）                 | 講員：梁家麟牧師 主題：基督再臨的確據──從彼得後書看末世聖徒             | 講員：李秀全牧師 主題：我們需要神蹟？我們需要神蹟！（約翰福音的神蹟）        |
| 79 | 2007年 | 講員：李寶珠牧師 主題：信仰的真諦：活出信、愛、望《帖撒羅尼迦前、後書》研讀 | 講員：奧思邦牧師 主題：主耶穌的比喻：國度、呼召、行動                   | 講員：張慕皚牧師 主題：脫離枯竭，邁向豐盛                                    |
| 78 | 2006年 | 講員：楊錫鏘牧師 主題：受造的人生──蒙召、蒙福、蒙恩                         | 講員：郭文池牧師 主題：重尋基督裡的豐盛生命                             | 講員：唐崇明牧師 飛越艱困．全然擺上                                          |
| 77 | 2005年 | 講員：鮑維均牧師 主題：基督與教會                                           | 講員：吳獻章牧師 主題：工作與工作                                       | 講員：盧家駇牧師 主題：將心歸我                                              |
| 76 | 2004年 | 講員：李思敬博士 主題：智慧人的謎語《箴言》1-9章析讀                        | 講員：羅祖澄牧師 主題：燃點生命 驅走黑暗                                | 講員：高文牧師（Dr.robert E.Coleman） 主題：耶穌-超乎萬名之上的名            |
| 75 | 2003年 | 講員：蕭壽華牧師 主題：憑信剛強                                             | 講員：蔡元雲醫生 主題：跟隨基督，步向二仟                               | 講員：焦源濂牧師 主題：詩篇與聖徒人生的經歷                                  |
| 74 | 2002年 | 講員：江耀全牧師 主題：愛的福音：路加福音的體驗                             | 講員：溫偉耀博士 主題：生命的剖白：探索〔哥林多後書〕九個深刻的屬靈經歷 | 講員：戴紹曾牧師 主題：蒙召的人生                                            |
| 73 | 2001年 | 講員：李思敬博士 主題：求主教導我們禱告                                     | 講員：樓恩德牧師 主題：創世記人物的現代觀                               | 講員：于力工牧師 主題：從約拿書看讀經與復興                                  |
| 72 | 2000年 | 講員：蘇穎睿牧師 主題：新與變：約翰福音的七個神蹟                           | 講員：陳濟民牧師 主題：新世紀，新生命                                   | 講員：張慕皚牧師 主題：新與變：約翰福音的七個神蹟                            |
| 71 | 1999年 | 講員：劉承業牧師 主題：夜間的歌唱-詩篇中讚美的研讀                          | 講員：盧家駇牧師 主題：屬靈生命，危機與轉機                             | 講員：滕近輝牧師 主題：屬靈的真境                                            |
| 70 | 1998年 | 講員：曾立華牧師 主題：腓立比書                                             | 講員：林三綱長老 主題：靈命成長                                         | 講員：焦源濂牧師 主題：約瑟生平                                              |
| 69 | 1997年 | 講員：周永健牧師 主題：轉變世代中神子民的見證                               | 講員：陳黔開牧師 主題：在危機中的教會使命                               | 講員：黃子嘉牧師 主題：神榮耀的福音                                          |
| 68 | 1996年 | 講員：蕭壽華牧師 主題：突破世俗文化                                         | 講員：歐達牧師 主題：信任的尋求                                         | 講員：吳勇長老 主題：時代與異象                                              |
| 67 | 1995年 | 講員：鮑會園牧師 主題：羅馬書研究完備的救恩                                 | 講員：焦源濂牧師 主題：約伯的啟示                                       | 講員：滕近輝牧師 主題：國度真理面面觀                                        |
| 66 | 1994年 | 講員：蘇穎智牧師 主題：從黑暗到光明                                         | 講員：韋理信牧師 主題：至善至美翱標準─耶穌                              | 講員：沈保羅牧師 主題：更認識主                                              |
| 65 | 1993年 | 講員：周永健牧師 主題：作神的子民：出埃及記的信息                           | 講員：褚永華牧師 主題：耶穌的比喻                                       | 講員：張慕皚牧師 主題：從啟示錄七教會看未世教會的見証                        |
| 64 | 1992年 | 講員：許道良牧師 主題：朝聖客旅指南：彼前今詮                               | 講員：張慕皚牧師 主題：從八福看靈命的操練                               | 講員：戴紹曾牧師 主題：我們願意見耶穌                                        |
| 63 | 1991年 | 講員：劉東崑牧師 主題：神旨意的奧秘                                         | 講員：黃子嘉牧師 主題：討主喜悅的生活                                   | 講員：麥希真牧師 主題：渴慕基督（四福音）                                    |
| 62 | 1990年 | 講員：生命與生活：腓立比書的研究 主題：鮑會園牧師                           | 講員：劉少康牧師 主題：來吧，我們重新建造！（尼希米記）                 | 講員：杜偉力牧師 主題： 往下扎根，向上結果                                   |
| 61 | 1989年 | 講員：張子華牧師 主題：從列祖生平看基督徒生命特徵                           | 講員：劉銳光牧師 主題：在患難中成長（使徒行傳）                         | 講員：韓力生牧師 主題：哥林多前書釋義：林前1─13章                            |
| 60 | 1988年 | 講員：劉承業牧師 主題：屬靈的爭戰（約書亞記）                               | 講員：陳終道牧師 主題：存到永遠                                         | 講員：唐佑之牧師 主題：時代憂患與福音使命（賽40-50）                         |
| 59 | 1987年 | 講員：許道良牧師 主題：從約翰福音看門徒的含意                               | 講員：金新宇牧師 主題：傳說你國度的榮耀                                 | 講員：戴紹曾牧師 主題：為神的國堵破口者                                      |
| 58 | 1986年 | 講員：焦源濂牧師 主題：路德記-亂世中的呼召,家庭教會與時代的希望             | 講員：張慕皚牧師 主題：基督徒人生觀                                     | 講員：吳勇長老 主題：教會與聖靈                                              |
| 57 | 1985年 | 講員：鮑會園牧師 主題：亂世中的呼召（彌迦書研究）                           | 講員：艾榮牧師 主題：貫徹始終的救恩                                     | 講員：滕近輝牧師 主題：詩篇中的信息                                          |
| 56 | 1984年 | 講員：林克己牧師 主題：從俄巴底亞書看八十年代基督徒的挑戰                   | 講員：麥希真牧師 主題：立在磐石上                                       | 講員：高文牧師 主題：天上樂歌的寶訓                                          |
| 55 | 1983年 | 講員：劉承業牧師 主題：從虛空到有意義的人生（傳道書）的研究                 | 講員：張子華牧師 主題：教會的秩序與美麗                                 | 講員：史保羅牧師 主題：聖靈與信徒：教會復興的關係                            |
| 54 | 1982年 | 講員：馬有藻博士 主題：馬太福音                                             | 講員：張慕皚博士 主題：時代煥端的教會                                   | 講員：唐佑之牧師 主題：從以西結書看教會在這年代                              |
| 53 | 1981年 | 講員：鮑會園牧師 主題：哥林多前書                                           | 講員：林克己牧師 主題：主奇妙的作為                                     | 講員：戴紹曾牧師 主題：初期教會的型態：使徒行傳下                            |
| 52 | 1980年 | 講員：焦源濂牧師 主題：約伯記                                               | 講員：薛玉光先生 主題：合一的真理與見証                                 | 講員：史保羅牧師 主題：愛：林前十三章                                        |
| 51 | 1979年 | 講員：唐佑之牧師 主題：神的榮耀與教會                                       | 講員：張慕皚博士 主題：末世時代「成熟合用」的追求                       | 講員：滕近輝牧師 主題：（成熟合用）的追求：靈程高處的經歷                    |
| 50 | 1978年 | 講員：陳終道牧師 主題：怎樣研讀聖經                                         | 講員1：鄭德音牧師 主題1：神的救贖 講員2：楊濬哲牧師 主題2：被聖靈充滿   | 講員：高文牧師 主題：優美的人生                                              |
| 49 | 1977年 | 講員：艾德理牧師 主題：約翰壹書的研究                                       | 講員：張子華牧師 主題：和諧生活                                         | 講員：戴紹曾牧師 主題：初期教會的型態─使徒行傳上                             |
| 48 | 1976年 | 講員：張子華牧師 主題：末世信徒的通病                                       | 講員：史祈生牧師 主題：屬靈生命靈程                                     | 講員：孫德生牧師 主題：聖靈與我們生命事奉的關係                              |
| 47 | 1975年 | 講員：鮑會園牧師 主題：苦難中的安慰哥林多後書                               | 講員：包忠傑牧師 主題：基督論                                           | 講員：滕近輝牧師 主題：聖靈的能力─工作與充滿                                 |
| 46 | 1974年 | 講員：鮑會園牧師 主題：歌羅西書                                             | 講員：于力工牧師 主題：雅歌中的基督                                     | 講員：周主培牧師 主題：黑暗，黎明，日出                                      |
| 45 | 1973年 | 講員：胡恩德先生 主題：再臨的研究                                           | 講員：唐佑之牧師 主題：但以理書                                         | 講員：吳勇長老 主題：時代與異象                                              |
| 44 | 1972年 | 講員：陳終道牧師 主題：四福音中的耶穌基督                                   | 講員：吉兆頎牧師 主題：信徒的異象                                       | 講員：費述凱牧師 主題1：從希伯來書中認識耶穌 主題2：路德記：不信時代中的信心 |
| 43 | 1971年 | 講員：祈柏牧師 主題：彼得前書                                               | 講員：鮑會園牧師 主題：以斯拉記                                         | 講員：周主培牧師 主題：將心歸我                                              |
| 42 | 1970年 | 講員：滕近輝牧師 主題：啟示錄的十二個七                                     | 講員：黃聿侯先生 主題1：基督徒的信仰與生活 主題2：基督徒的生活          | 講員：王永信牧師 主題：信徒與教會的復興                                      |
| 41 | 1969年 | 講員：孫維廉牧師 主題1：以弗所書的七福氣 主題2：啟示錄的七個揭開            | 講員：胡恩德牧師 主題：列王紀靈訓                                       | 講員：林道亮牧師 主題：得永遠的生命                                          |

## 外部連結
- 官方网站
- 港九培靈研經會的Facebook專頁
- 港九培靈研經會的Instagram帳戶
- YouTube上的港九培靈研經會頻道